# Federico Damián Alonso
Federico Damián Alonso (Montevideo, 4 de abril de 1991) es un futbolista uruguayo. Juega como defensa central.

## Trayectoria

### River Plate
Federico Alonso se formó futbolísticamente en el Club Atlético River Plate (Uruguay), pero sin llegar a debutar en el primer equipo decidió irse del club.

### Villa Teresa
En el 2013 firmó contrato con el equipo de Montevideo, llegando así a debutar en la Segunda División Profesional de Uruguay un 19 de octubre de 2013 llegando a tener buenas actuaciones que lo hizo ir al extranjero, incluso anotó 3 goles.

### S. D. Aucas
El 5 de marzo de 2014 se hace oficial el fichaje de Federico Alonso al SD Aucas que en ese entonces disputaba la Serie B de Ecuador, llegando a obtener el ascenso a primera ese mismo año, pero la directiva no tenía en sus planes a Federico siendo así que salió del club. Jugó al lado de sus compatriotas Luciano Cabrera y Facundo Peraza.

### Fuerza Amarilla S. C.
Mientras que el Aucas ascendía a primera Fuerza Amarilla Sporting Club llegaba a la Serie B siendo subcampeón de la Segunda Categoría de Ecuador, y al observar que Alonso estaba sin equipo no dudó en ficharlo siendo así que el 18 de febrero de 2015 Federico llega a Machala para firmar contrato por 2 años con el conjunto orense. Ese año obtienen el ascenso a la Serie A de Ecuador siendo una hazaña para el equipo machaleño. En el 2016 Fuerza Amarilla debuta en la Serie A justamente contra el Aucas (exequipo de Alonso) sacando una victoria al último momento, en la tercera fecha del campeonato Federico marca el gol de la victoria contra Liga de Quito imponiendo su primer tanto en la primera división del fútbol ecuatoriano. Esa temporada terminan siendo octavos en la tabla general clasificando a la CONMEBOL Sudamericana 2017 siendo el primer equipo de El Oro (Ecuador) en clasificar a un torneo internacional. en 2017 Fuerza debuta en la Sudamericana contra  O'Higgins de Chile perdiendo 1-0 en el Estadio El Teniente, pero remontando en el partido de vuelta por 2-0 en el Estadio George Capwell (Estadio de CS Emelec, Fuerza disputó ahí su partido por no tener iluminarias en su Estadio tras el Terremoto de Ecuador de 2016) llegando a pasar a la siguiente ronda de la copa. A finales del 2017 descendió con Fuerza Amarilla al Campeonato Ecuatoriano de Fútbol Serie B 2018, al terminar el torneo en último lugar.

### Murciélagos F. C.
Luego del descenso de Fuerza Amarilla, emigra una vez más, esta vez a México para jugar en Murciélagos Fútbol Club. Jugó solo 6 partidos en el primer semestre del 2018, además jugó al lado de su compatriota Pablo Eduardo Caballero y del argentino Sebastián Penco.

### Atletio Venezuela
El 25 de junio se le anuncia como nuevo refuerzo de Atlético Venezuela de cara al Torneo Clausura.

### Atlético Cerro
En el 2019 vuelve a su país natal para jugar por Club Atlético Cerro, club donde encontró la continuidad deseada. Jugó un total de 29 partidos, además de jugar la Copa Sudamericana 2019.

### Universitario de Deportes
Universitario se encontraba en la búsqueda de un central para reemplazar a Alberto Rodríguez y Christian Ramos. El técnico uruguayo Gregorio Pérez apostó por el Flaco para afrontar la Liga 1 2020 y Copa Libertadores 2020, Gregorió lo tenía registrado desde un enfrentamiento por Copa Sudamericana, donde el estratega uruguayo dirigía a Independiente Santa Fe y Alonso defendía a Fuerza Amarilla. El 4 de enero fue oficializado como nuevo refuerzo crema, llegó como jugador libre y firmó por todo el 2020. Su primer gol con el club crema lo hizo por Copa Libertadores ante Carabobo FC, dándole el gol de la clasificación al club merengue. Los siguientes meses, Alonso fue pieza fundamental para conseguir el Torneo Apertura 2020, anotando goles importantes. En la fecha 16 del torneo apertura sale lesionado por una fractura de la clavícula izquierda por lo que se perdió todo el clausura del torneo peruano. A final de año regresa al equipo para disputar la final del torneo peruano, sin embargo, queda como subcampeón al perder por un global de 2-1 ante Sporting Cristal. El caballo fue uno de los jugadores más destacados del conjunto crema, además formó una defensa sólida con Nelinho Quina, jugó 18 partidos y anotó 3 goles. El 21 de diciembre se confirma su renovación de contrato por todo el 2021. Su debut en la Copa Libertadores 2021 fue frente a Palmeiras en la derrota 3-2 en Lima. Luego de una temporada regular, logra clasificar a la Copa Libertadores 2022 y renovó su vínculo con el cuadro crema por una temporada más. Tras la partida de Gregorio Perez, fue dirigido por su también compatriota Álvaro Gutierrez, quien lo mantuvo de titular. Jugó la Copa Libertadores 2022 frente a Barcelona, sin embargo, perdería la llave en la segunda ronda del torneo. El 17 de abril de 2022 jugó el clásico del fútbol peruano ante el eterno rival Alianza Lima, por la 10.ª fecha de la Liga 1, perdiendo por 4-1 lo que desencadenó la ira de los hinchas cremas pertenecientes a la Trinchera Norte del club, que tres días después agredieron a los jugadores en su campo de entrenamiento (Campo Mar - U), siendo Alonso uno de los más perjudicados, ya que fue agredido físicamente por ellos. Con el técnico interino Jorge Araujo, Alonso fue a la banca de suplentes en 3 partidos, volviendo al titularato con el entrenador argentino Carlos Compagnucci, sin embargo, en lo personal y colectivo tuvo un año irregular, lo cual terminó por no renovar su contrato con Universitario, cerrando así una etapa de 3 años en la zaga merengue.

### Cusco Fc
Sería refuerzo del club Cusco Fútbol Club mediante sus redes para afrontar la Primera División del Perú.

## Clubes
| Club                      | País      | Año         | PJ | Goles |
| ------------------------- | --------- | ----------- | -- | ----- |
| River Plate               | Uruguay   | 2010-2013   | -  | -     |
| Villa Teresa              | Uruguay   | 2013        | 12 | 3     |
| S. D. Aucas               | Ecuador   | 2014        | 36 | 3     |
| Fuerza Amarilla S. C.     | Ecuador   | 2015-2017   | 63 | 6     |
| Murciélagos F. C.         | México    | 2018        | 6  | 0     |
| Atlético Venezuela        | Venezuela | 2018        | 8  | 1     |
| Cerro                     | Uruguay   | 2019        | 31 | 1     |
| Universitario de Deportes | Perú      | 2020-2022   | 73 | 7     |
| Cusco FC                  | Perú      | 2023 - 2024 | 21 | 1     |

## Palmarés

### Torneos cortos
| Título          | Club                      | País | Año  |
| --------------- | ------------------------- | ---- | ---- |
| Torneo Apertura | Universitario de Deportes | Perú | 2020 |